# نيل جيرليز
نيل جيرليز (بالإنجليزية: Neil Gehrels)‏ (و. 1952 – م) هو عالم فلك من الولايات المتحدة الأمريكية. هو عضوٌ في الأكاديمية الوطنية للعلوم، والأكاديمية الأمريكية للفنون والعلوم.

## التعليم
تعلم في معهد كاليفورنيا للتقنية، وجامعة أريزونا.

## جوائز
حصل على جوائز منها:
- وسام هنري درابر (2009)
- ميدالية ناسا للانجاز العلمي المميز [الإنجليزية]‏.